# Thaumatomyia pallida
Thaumatomyia pallida är en tvåvingeart som först beskrevs av Collin 1949.  Thaumatomyia pallida ingår i släktet Thaumatomyia och familjen fritflugor. Inga underarter finns listade i Catalogue of Life.